# Вестлотиана
Вестлотиана (лат. Westlothiana lizziae) — вид вымерших четвероногих, живших во времена нижнего карбона (336,0—326,4 млн лет назад) на территории современной Шотландии. Найдена Смитсоном в 1969 году.

## Описание

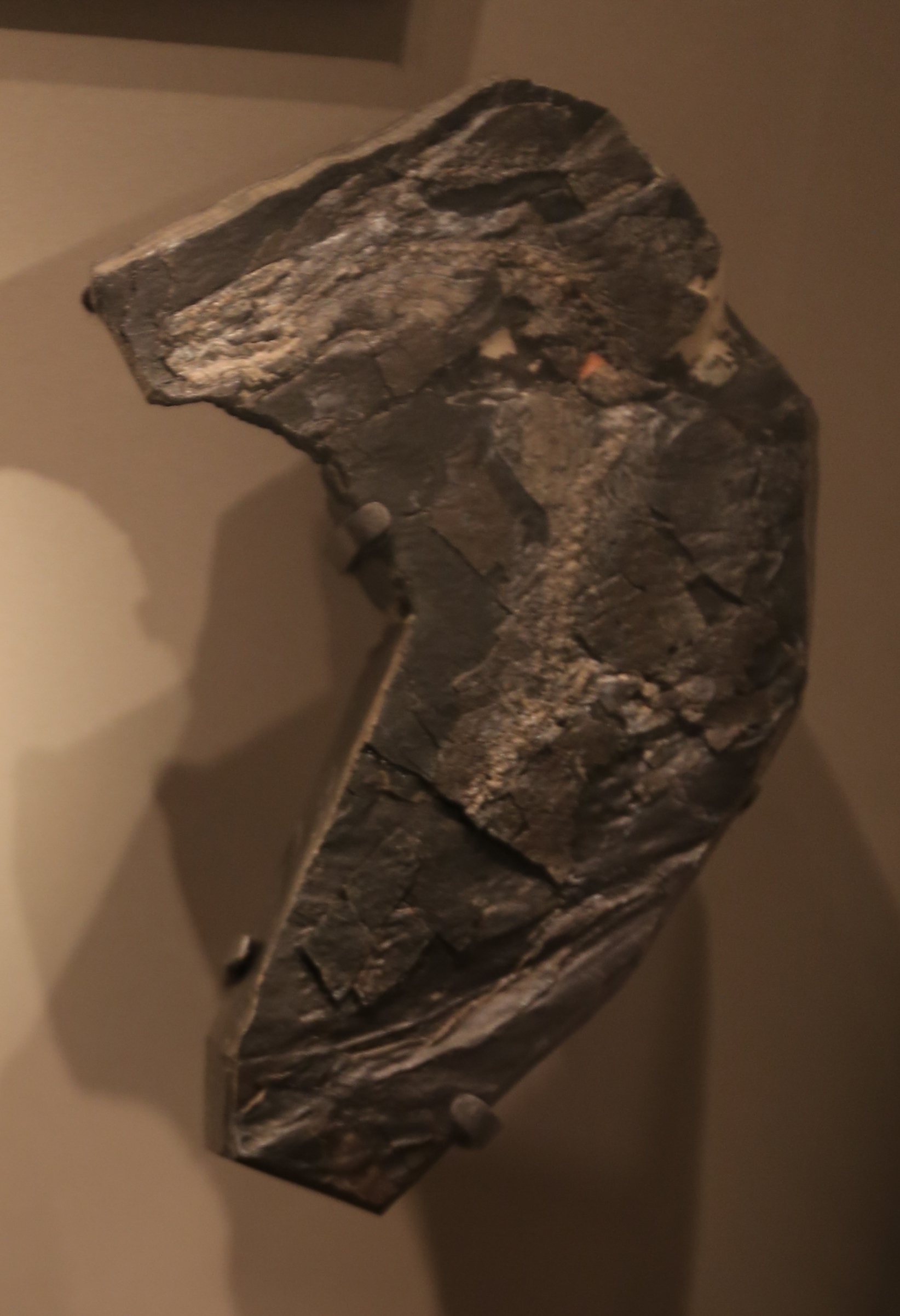
Голотип

Длина вестлотианы 20 см. Череп небольшой. Форма бедренной кости и позвоночник сходны с таковыми у амниот. Зубы не лабиринтодонтные. Возможно, вестлотиана хорошо плавала и вела полуводный образ жизни, но яйца она откладывала на суше.

## Систематика
Вестлотиана является переходной формой позвоночных, к какому классу она относится — спорный вопрос. Это животное имело признаки и амфибий, и рептилий. Ряд учёных считает, что вестлотиана является рептилией. Но некоторые особенности в строении скелета говорят об обратном. Для того, чтобы выяснить истинную систематику вестлотианы, требуются ключевые части скелета, например, нёбные кости, однако у всех экземпляров череп плохой сохранности).